# Blaze d'Atlanta
Le Blaze d'Atlanta est une équipe professionnelle de crosse affiliée à la Major League Lacrosse. Implantée à Kennesaw, au nord d'Atlanta, elle joue ses matchs à domicile au Fifth Third Bank Stadium, le stade de l'Université d'État de Kennesaw. Créée en 2015, la franchise fera ses débuts sur les terrains en avril 2016. Elle est la neuvième franchise de la MLL.

## Histoire de la franchise
La Major League Lacrosse avait depuis plusieurs années l'idée d'implanter une franchise dans la région d'Atlanta. 
En 2013, elle organise un premier match de saison régulière au Fifth Third Bank Stadium entre les Rattlers de Rochester et les Cannons de Boston. L'évènement rassemble plus de 4000 spectateurs.
En 2014, elle décide de tenir la finale du championnat au Fifth Third Bank Stadium. Le succès est au rendez-vous puisque l'événement rassemble 8149 spectateurs. C'est seulement la troisième fois, que la finale de la MLL rassemble plus de 8000 spectateur, et la première fois depuis la saison 2008.
L'engouement est tel que la ligue décide de revenir y jouer sa finale pour la saison 2015. Le succès est de nouveau au rendez-vous puisqu'elle y réalise son record d'audience pour une finale avec 8674 spectateurs.
Le 7 août 2015, veille de la finale, David Gross, fondateur de la Major League Lacrosse, annonce officiellement la création de la franchise lors d'une conférence de presse au Fifth Third Bank Stadium.
La franchise est détenue à majorité par Peter Trematerra, un entrepreneur floridien issu du milieu de la construction immobilière. Kevin O'Leary, arbitre MLL et ancien coach de crosse au niveau universitaire, est nommé Président. Ce dernier explique vouloir atteindre une audience moyenne de 4000 spectateurs par match pour la première saison.
Le Blaze acquiert ses premiers joueurs lors de l'Expansion Draft.

### Expansion Draft
L'Expansion Draft s'est tenue le mercredi 18 novembre 2015.
Le Blaze d'Atlanta étant la seule nouvelle équipe à faire son entrée dans la ligue, elle était également la seule à prendre part à cet évènement.
| Tour | Joueur              | Position  | Ancien club            |
| ---- | ------------------- | --------- | ---------------------- |
| 1    | Adam Ghitelman      | Gardien   | Cannons de Boston      |
| 2    | Brodie Merril       | Défenseur | Cannons de Boston      |
| 3    | Ryan Tucker         | Attaquant | Cannons de Boston      |
| 4    | Justin Turri        | Milieu    | Rattlers de Rochester  |
| 5    | Randy Staats        | Attaquant | Rattlers de Rochester  |
| 6    | John Ranagan        | Milieu    | Rattlers de Rochester  |
| 7    | Henry Schoonmaker   | Milieu    | Bayhawks de Chesapeake |
| 8    | Chris Hipps         | Défenseur | Bayhawks de Chesapeake |
| 9    | CJ Costabile        | Défenseur | Bayhawks de Chesapeake |
| 10   | Justin Pennington   | Milieu    | Outlaws de Denver      |
| 11   | Mark Matthews       | Attaquant | Rattlers de Rochester  |
| 12   | Jeremy Noble        | Milieu    | Outlaws de Denver      |
| 13   | Casey Ikeda         | Défenseur | Launch de Floride      |
| 14   | Dominique Alexander | Milieu    | Machine de l'Ohio      |
| 15   | Ryan Walsh          | Attaquant | Lizards de New York    |

Le Blaze pouvait sélectionner jusqu'à 6 joueurs en provenance d'une même équipe mais cette dernière pouvait s'opposer au départ d'un joueur si déjà trois membres de son effectif avaient été sélectionnés.
Ainsi, les Cannons retiennent Mitch Belisle, les Rattlers retiennent Kyle Denhoff, les Bayhawks retiennent Jeff Reynolds et les Rattlers retiennent Mike Poppleton.
Dans la foulée de l'Expansion Draft, le Blaze passe un accord avec la Machine de l'Ohio. Atlanta acquiert alors Kevin Cooper et Scotty Rodgers en échange de Dominique Alexander et le 6e choix de la draft universitaire 2016.

## Draft universitaire

### Draft 2016
En tant que nouvelle équipe, le Blaze d'Atlanta bénéficie du premier choix de la MLL Collegiate Draft 2016.